# A firenzei Camerata
A Firenzei Camerata, (Camerata de' Bardi, Fiorentina) (magyarul: firenzei szalon) nemesekből, jeles tudósokból és művészekből álló „avantgard” csoportosulás neve volt a 16. század végén Firenzében. Az 1580 körül Giovanni de' Bardi, azaz Vernio grófjának firenzei házában alakult társaság az antik zene újjáélesztését tűzte ki célul, tevékenységük az opera születésébe torkolt.

## Az első Camerata
A társaság Giovanni de' Bardi Vernio grófjának a firenzei házában tartott összejöveteleket, ahol művészetekről, elsősorban a zenéről társalogtak, Platónra hivatkozva jelmondatuk: „legyen a szöveg a zene ura, és ne szolgája!” volt. Az összejövetelek 1573-tól egészen az 1580-as évek végéig rendszeresek voltak. A társaság ismertebb tagjai Giulio Caccini, Pietro Strozzi, az első librettistaként ismert Ottavio Rinuccini költő és Vincenzo Galilei (a csillagász Galileo Galilei apja) voltak.

## A második Camerata

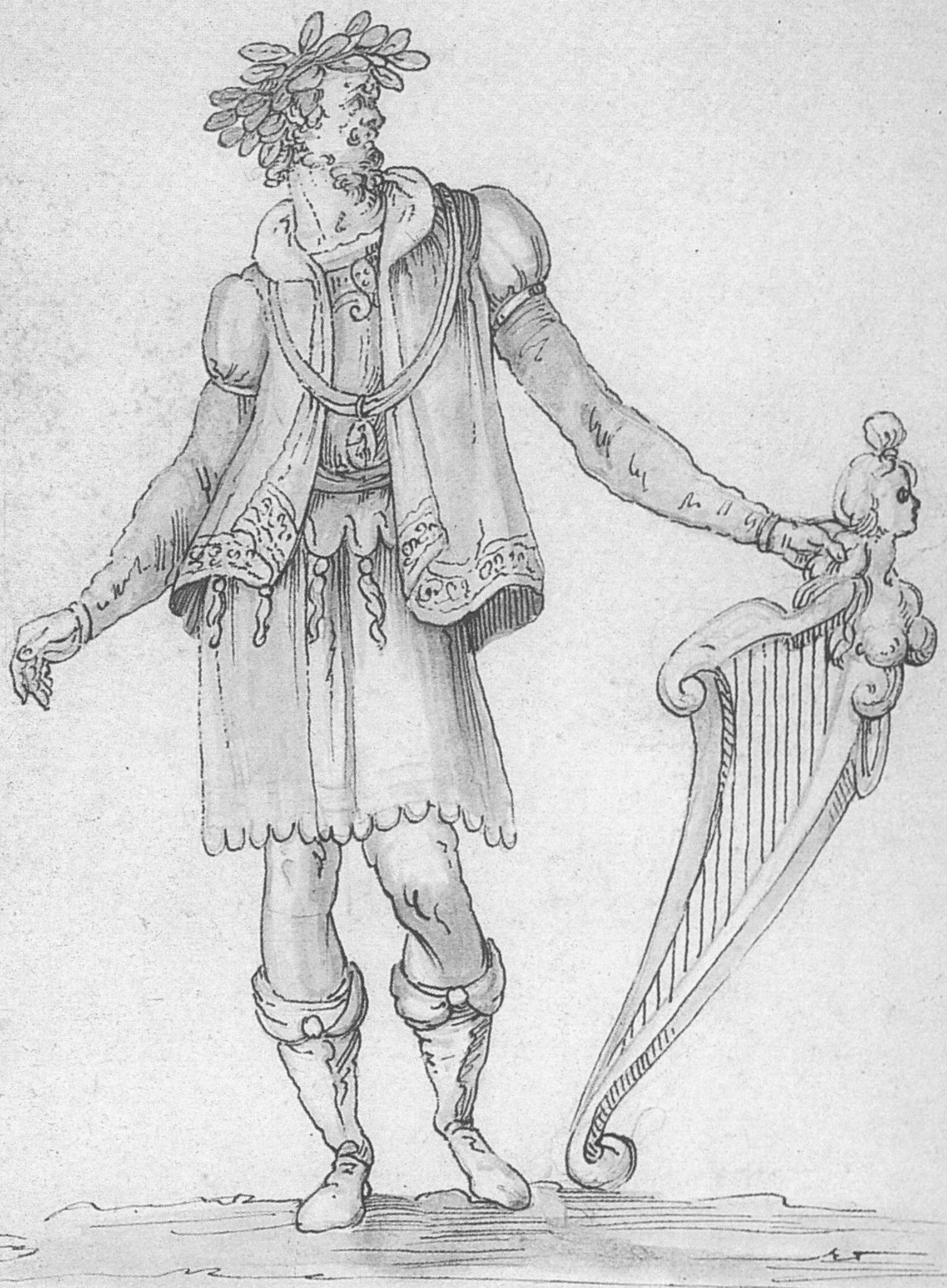
Jacopo Peri, a Dafné opera egyik jelmezében

Miután Bardi elhagyta  Firenzét, a társaság Corsi házában találkozott. Ezt az időszakot, annak ellenére, hogy a tagok ugyanazok voltak, mint az első Cameratában, csak a helyszín változott, a második Camerataként is szokás emlegetni. Összejöveteleiken általában az ének szerepét vitatták a drámában. A társaság egyik fő célkitűzése az antik görög dráma eszményeinek és alapelveinek felelevenítése volt. A rendelkezésükre álló forrásokból – inkább korabeli beszámolók, mint eredeti kéziratok – azt a következtetést vonták le, hogy a görög drámákat vagy énekelték, vagy deklamáló stílusban adták elő, megőrizve azok érthetőségét. Nagy befolyással volt munkájukra Girolamo Mei nevű tudós is, aki azt hangsúlyozta, hogy a görög drámákban a szöveget énekelve adták elő és nem beszélve.
A firenzei Camerata tagjait tekintik a hangszerkíséretes szólóének (recitar cantando, monódia) és az opera szülőatyjainak, különösen kiemelve Jacopo Perit, Giulio Caccinit és Emilio de Cavalierit. A társaság által előterjesztett első két „opera”, két Jacopo Peri-mű volt, a Dafné és az Euridice. A Dafné ősbemutatóját 1600. október 6-án tartották.

## Az első zenedrámák
A két Cameratának három, egymással állandó versengésben álló, kiemelkedő zeneszerzője volt: Giulio Caccini, Jacopo Peri és Emilio de’ Cavalieri. A versengés oka az volt, hogy kié lesz az elsőbbség az „énekelt színjátszás” irányelv megvalósításában.
Az opera születésének törvényessé vált évszámát 1600-ra teszik, a Rappresentatione di anima et di corpo bemutatásának az időpontjára, azonban ha figyelembe vesszük Jacopo Peri 1594-es, zártkörű Dafné bemutatóját, a kezdeteket hat évvel korábbra kéne tenni. A Dafné librettója egészben fennmaradt, a zenéből azonban csak töredékeket ismerhetünk, de ennyi épp elegendő ahhoz, hogy világosan látható legyen: a zene már szakított a polifon stílussal,  és „mérsékelt melodizálásból” állt, amit mozgalmas és önálló basszuskíséret támasztott alá. 

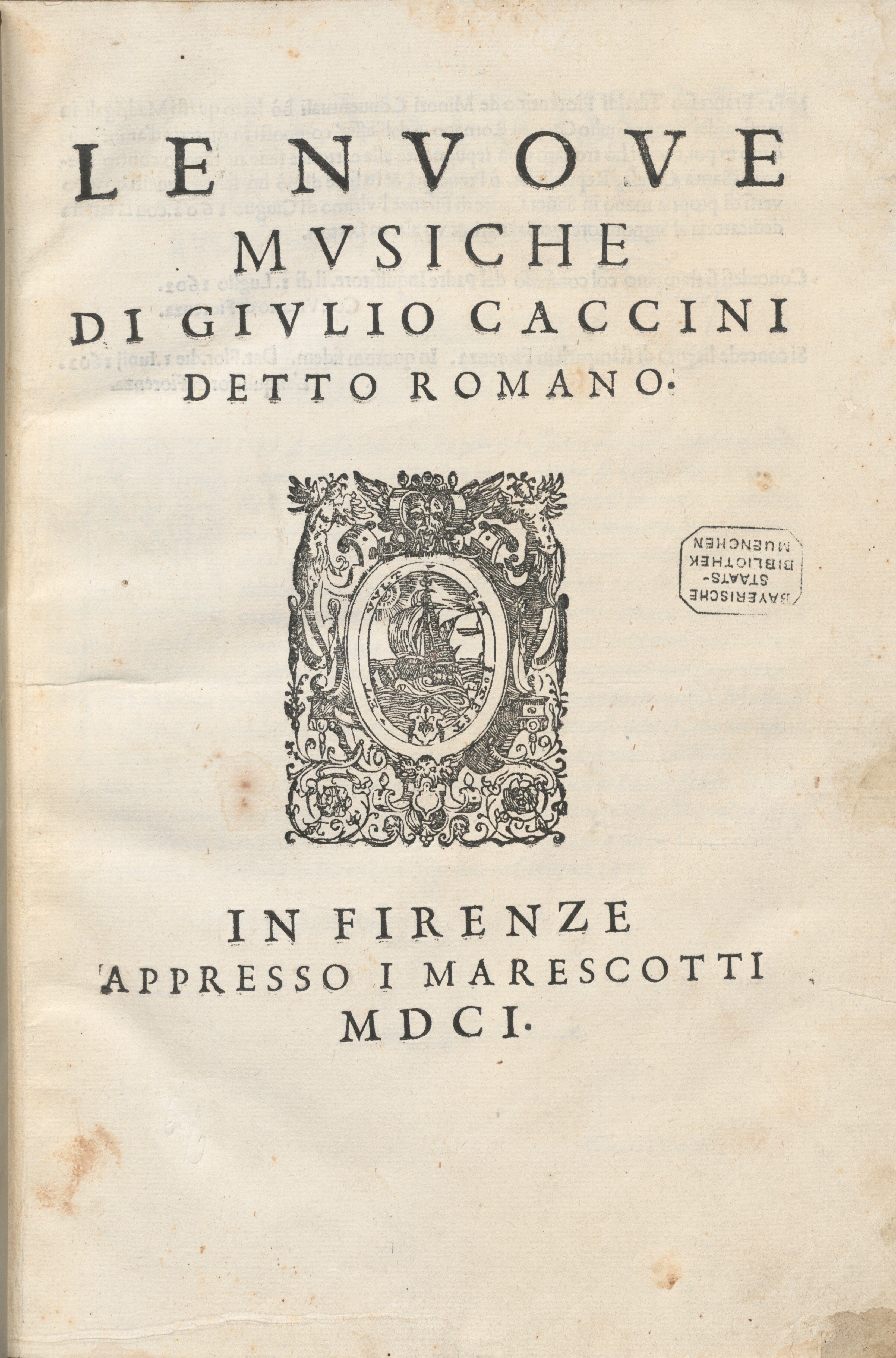
Gabriello Chiabrera szövegkönyvére írt Caccini mű:Il rapimento di Cefalo borítója (Marescotti kiadása, Firenze, 1600)

A Dafnénál még nagyobb visszhangot kapott mű Rinucci Euridicéje volt, melynek a zenéjét ugyancsak Peri szerezte. A darab Medici Mária és IV. Henrik francia király esküvőjére készült. A darabot 1600. október 6-án adták elő, a Palazzo Pettiben a pásztormesét, két káprázatos díszlettel. Az opera rendkívüli sikert aratott. Ugyanekkor jelent meg a zenei életben Peri vetélytársa, Giulio Caccini, aki korábban a Peri–féle Euridicében írt már két számot (Euridice és a pásztor áriája és az „Al canto, al ballo” kezdetű kórus) és Rinucci azonos szövegét zenésítette meg. Ezzel egyidőben Caccini is feltűnt, és ugyancsak Medici Mária esküvőjén Gabriello Chiabrera szövegkönyvére írt Il rapimento di Cefaloval. Ez a költő is a Camerata tagja volt, ugyanekkor a madrigálszerzők nagy kedvence. Az előadást a Palazzo Vecchióban rendezték, több mint száz énekes énekelt benne. A darab zenéje mára elveszett, kivéve egy kórust, amit Caccini Le Nuove Musiche (1601) című gyűjteményében közzétett. De fennmaradt egy leírás az ifjabb Michelangelótól, amelyben „angyali hangokról” olvashatunk, és arról, hogy a „zene kellemmel utánozva a puszta beszédet, nem rejti el a harmónia mögé a szavak jelentésének érthetőségét”; továbbá beszél „egy nagy rejtett hangszeregyüttesről” (ezeknél az első előadásoknál a zenészek általában rejtve voltak a közönség elől) és sok részletet közöl a díszletről meg a jelmezekről.
Az Euridice elé Caccini, Perihez hasonlóan érdekes bevezetést írt, melyben kifejtette a komponálási módját: „az ókori görögök használták tragédiáik és más történeteik bemutatásánál, amelyben éneket alkalmaztak”. Majd felsorolta a stílusának ismérveit: ez a monodikus énekre alapul („nemes szabatossággal”) basso continuo kísérettel, „amelyben jeleztem  a legszükségesebb kvartokat, szexteket és szeptimeket, nagy és kis terceket”. Caccini műve a szabatosságban különbözött Peri művétől; Peri stílusa a legkorábbi szakvélemények szerint is szigorúbb és tragikusabb volt a Caccini stílusánál.